# Zornnattern
Die Zornnattern (Coluber) sind eine Gattung innerhalb der Familie der Nattern, die ihren Namen aufgrund ihrer aggressiven Abwehrbereitschaft erhalten haben. Werden sie festgehalten, setzen sie sich sofort durch Beißen und Würgen zur Wehr. Nach dem Zubeißen kauen sie häufig auf den ergriffenen Objekten. Dadurch können die größeren Arten unter ihnen stark blutende Bisswunden verursachen; allerdings sind Zornnattern ungiftig.
Die (ehemaligen) Arten dieser Gattung sind in der Regel bis zu 2 Meter lang und kräftig, aber schlank. Der mittelgroße Kopf ist oval geformt und mit großen Schilden bedeckt, die Augen sind auffällig groß. Alle Arten legen Eier. Zornnattern sind durchweg sehr flüchtige Schlangen, die warme und trockene Biotope bevorzugen. Durch ihr gutes Seh- und Reaktionsvermögen erkennen sie potenzielle Feinde schon aus großer Entfernung und flüchten schnell.
Die Vertreter der Zornnattern sind stöbernde Hetzjäger, die auch schnelle Beutetiere wie Mäuse, Eidechsen und selbst Vögel ergreifen können. Sie sind so agil, weil sie einen Teil ihrer Energie aus aeroben Stoffwechselprozessen gewinnen. Ihre Lungen sind komplexer aufgebaut als dies bei vielen anderen Schlangenarten der Fall ist. Sie sind dichter mit Blutgefäßen versorgt, so dass sie der Luft mehr Sauerstoff entziehen können.

## Arten
Auf Grund molekulargenetischer Untersuchungen wurde die Gattung Coluber aufgesplittet und umstrukturiert. Die Untersuchungen hierzu sind noch nicht vollständig abgeschlossen. Die Arten der Alten Welt wurden unter anderem in die Gattungen Dolichophis, Hierophis, Hemerophis, Hemorrhois (z. B. Hufeisennatter) und Platyceps verschoben.
Entsprechend The Reptile Database wird nur noch folgende Art zu Coluber gerechnet:
- Schwarznatter (Coluber constrictor Linnaeus, 1758)

Die folgenden 4 Arten wurden zur Gattung Dolichophis verschoben:
- Andreas’ Zornnatter (Dolichophis andreanus (Werner, 1917))
- Balkan-Springnatter (Dolichophis caspius (Gmelin, 1789))
- Pfeilnatter (Dolichophis jugularis (Linnaeus, 1758))
- Schmidts Pfeilnatter (Dolichophis schmidti (Nikolsky, 1909))

Die folgenden 3 Arten wurden zur Gattung Hierophis verschoben:
- Zypern-Schlanknatter (Hierophis cypriensis (Schätti, 1985))
- Balkan-Zornnatter (Hierophis gemonensis (Laurenti, 1768))
- Gelbgrüne Zornnatter (Hierophis viridiflavus (Lacépède, 1789))

Die folgende Art wurde zur Gattung Hemerophis verschoben:
- Hemerophis socotrae (Günther, 1881)

Die folgenden 11 Arten wurden zur Gattung Masticophis verschoben:
- Masticophis anthonyi (Stejneger, 1901)
- Masticophis aurigulus Cope, 1861
- Masticophis barbouri (Van Denburgh & Slevin, 1921)
- Sonorazornnatter (Masticophis bilineatus Jan, 1863)
- Gewöhnliche Kutscherpeitschennatter (Masticophis flagellum (Shaw, 1802))
- Baja-Kutscherpeitschen-Natter (Masticophis fuliginosus (Cope, 1895))
- Alameda-Peitschenschlange (Masticophis lateralis (Hallowell, 1853))
- Masticophis mentovarius (Duméril, Bibron & Duméril, 1854)
- Schotts Kutscherpeitschennatter (Masticophis schotti Baird & Girard, 1853)
- Masticophis slevini Lowe & Norris, 1955
- Gestreifte Peitschennatter (Masticophis taeniatus (Hallowell, 1852))

Die folgenden 25 Arten wurden zur Gattung Platyceps verschoben:
- Platyceps atayevi (Tuniyev & Shammakov, 1993)
- Platyceps bholanathi (Sharma, 1976)
- Platyceps brevis (Boulenger, 1895)
- Rötliche Schlanknatter (Platyceps collaris (Müller, 1878))
- Pracht-Zornnatter (Platyceps elegantissimus (Günther, 1878))
- Ägyptische Zornnatter (Platyceps florulentus (Geoffroy Saint-Hilaire, 1827))
- Platyceps gracilis (Günther, 1862)
- Platyceps insulanus (Mertens, 1965)
- Platyceps karelini (Brandt, 1838)
- Platyceps ladacensis (Anderson, 1871)
- Platyceps largeni (Schätti, 2001)
- Platyceps messanai (Schätti & Lanza, 1989)
- Schlanknatter (Platyceps najadum (Eichwald, 1831))
- Platyceps plinii (Merrem, 1820)
- Platyceps rhodorachis (Jan, 1863)
- Andersons Pfeilnatter (Platyceps rogersi (Anderson, 1893))
- Platyceps schmidtleri (Schätti & McCarthy, 2001)
- Platyceps scortecci (Lanza, 1963)
- Platyceps sinai (Schmidt & Marx, 1956)
- Platyceps somalicus (Boulenger, 1896)
- Platyceps taylori (Parker, 1949)
- Platyceps thomasi (Parker, 1931)
- Platyceps variabilis (Boulenger, 1905)
- Gefleckte Zornnatter (Platyceps ventromaculatus (Gray, 1834))
- Platyceps vittacaudatus (Blyth, 1854)

Es gibt noch weitere ehemalige Coluber-Arten, die zu anderen Gattungen verschoben wurden.